# 小松左京
小松 左京（こまつ さきょう、1931年〈昭和6年〉1月28日 - 2011年〈平成23年〉7月26日）は、日本の小説家。本名：小松 実（こまつ みのる）。
『易仙逃里記』(1962年)でデビューして以降、人類と文明の可能性を模索し続けた、SF小説の大家。作品に『日本アパッチ族』(1964年)、『果しなき流れの果に』(1966年)、『日本沈没』(1975年)など。

## 概要
星新一・筒井康隆と共に「SF御三家」と呼ばれ、日本SF界を代表するSF作家であり、戦後の日本を代表する小説家でもあった。
1970年の日本万国博覧会でテーマ館サブ・プロデューサー、1990年の国際花と緑の博覧会の総合プロデューサーとしても知られる。宇宙開発の振興を目的とした啓発活動にも力を入れ、宇宙作家クラブの提唱者で顧問も務める。
広範囲で深い教養を備えた知識人であり、その活動範囲は幅広く膨大なジャンルにわたる。
デビューの直後から、通常の作家の枠を超えた八面六臂の活動を始めている。ジャーナリストして国内各地を歩き、メディア出演を精力的にこなし、未来学研究会やメタボリストなど、多くの学者やクリエイターと交流をもった。1970年の大阪万博では30代という若さで主要スタッフに名を連ね、関西財界や財界との密接な交流は晩年まで続いた。その姿は、今「SF作家」という言葉で想像されるものをはるかに超えている。
未来を書くSF作家としてデビューし、しかも好奇心旺盛だった小松は、単なるエンタテインメント作家ではない、未来について語る新世代の知識人として、独特の期待を寄せられる運命にあったといえる。実際彼はその期待に応え、小説執筆の傍らさまざまな言論人・建築家と積極的に交流し、様々な研究会、学会の設立に参加して積極的にコミットし、新しい知識人の一角を急速に占めていった。学者や財界人を相手に文明論を語り、日本論を闘わせる精力的な人物だった。
他方で小松は自ら製作会社を立ち上げて若い作家を集め大型SF映画の制作にも乗り出している。小松が原作、脚本、総監督、製作全てにクレジットされ、公開した映画は興行成績こそ振るわなかったものの、ライトノベル作家やアニメーターなど、次世代のクリエーターの育成に大きな役割を果たした。
また、関西出身の知識人として京阪地域の愛着はとりわけ強く、さまざまな場でブレイン役を勤めた。
ほかにもエッセイや対談、メディア出演は数しれず、阪神大震災の際も活動を行っていた。

## 経歴

### 生い立ち
先祖は阿波（徳島県）の小松から千葉の外房に行った漁師の一族。父親は明治薬学専門学校（現・明治薬科大学）夜学在学中に東京の老舗の漢方薬屋の娘と婚約しのちに結婚した。父親が薬学を捨て電気機械の商いを志し、大阪で金属加工の町工場を興したため、大阪府大阪市西区で五男一女の次男として生まれた。4歳のとき兵庫県西宮市に転居し、その後は尼崎と西宮で育った。京都大学で冶金工学を専攻し三洋電機の技術者となった兄は、戦争のさなかでも科学書を読み漁り、小松に科学の知識を教えた。またこの兄は、広島に落とされた新型爆弾が原子爆弾であることを教えたという。
少年時代は病弱で、スポーツには興味が湧かず、歌と漫画と映画と読書に熱中した。また、母方の親戚がいる東京で歌舞伎を見たりもした。大阪でも文楽につれていってもらい、古典芸能についての知識も身につけた。小学校5年の1941年の時に、NHK大阪放送局の子供向けニュース番組「子ども放送局」のキャスターに起用された。
1943年、第一神戸中学校入学。小松は、関西でいう「イチビリ」な性格で、笑芸やユーモア歌謡が好きであったため「うかれ」のアダナをつけられ、戦中は教師からにらまれていた。一方で、体が丈夫でなかったのにもかかわらず、柔道部に入った。終戦時は14歳だったが、当時は徴兵年齢がどんどん下がっており、「このまま戦争が続いて、自分も死ぬのだろう」と考えていたが、思いもよらず生き残った。そして、沖縄戦で自分と同年齢の中学生の少年たちが、銃を持たされて多数死んでいるのを知り、「生き残ってしまったものの責任」を考え、文学をそして、将来SFを書く契機となったという。

### 終戦後
戦後には、兄から教わったバイオリンの腕で、同級生の高島忠夫とバンドを組んでいた。当時読んだ、ダンテの『神曲』の「科学的な知見も組み込んだ壮大なストーリー」に衝撃を受け、後にSFを書く基盤ともなり、また大学ではイタリア文学を専攻することとなる。
1948年に神戸一中を四修し、第三高等学校に入学。あこがれの旧制高校時代は「人生で一番楽しかった年」だったというが、本来「3年間のモラトリアム」のはずが学制変更のため1年で終わる。翌年には京都大学文学部を受験し、イタリア文学科に進学。大学在学中に同人誌『京大作家集団』の活動に参加。高橋和巳や三浦浩と交流を持つ。ほかに福田紀一とも知り合う。当時デビューしたばかりの、安部公房の作品に熱中する。
日本共産党に入党して、山村工作隊など政治活動を行っていたのもこの頃である。だが、原爆を投下したアメリカに対する反感からの「反戦平和」を唱える共産党に共鳴しての入党であり、共産主義思想を真に信奉してのものではなかった。そのため、ソ連の原爆開発にショックを受け、共産党の活動に疑問を抱き、後に共産党を離党する。
また、この時期に「もりみのる」「小松みのる」「モリミノル」名義で『おてんばテコちゃん』、『イワンの馬鹿』、『大地底海』等の漫画作品を雑誌『漫画王』等に発表しており、既にデビューしていた手塚治虫の影響が窺える。当時の小松の漫画を愛読していた、漫画家にして漫画コレクターの松本零士とも後に親交ができ、『銀河鉄道999』の文庫版の解説も小松が記している。
ルイジ・ピランデルロについての卒論を提出して、1954年に大学を卒業。しかし、就職試験をうけたマスコミ各社の試験にすべて不合格。経済誌『アトム』の記者・父親の工場の手伝い・ラジオのニュース漫才の台本執筆等の職を経験する。また、産経新聞に入社していた三浦浩の紹介で、産経新聞にミステリなどのレビューも執筆する。
大学時代から、神戸一中の同級生たちと結成していたアマチュア劇団でも、戯曲執筆・演出・出演を担当していた。この時、オーディションに来た女性に一目ぼれして交際し、1958年に結婚。だが、生活は苦しく、妻の唯一の楽しみであるラジオを修理に出してしまったため、当時大阪に出現していた「アパッチ族」をモデルにした空想小説（カレル・チャペック『山椒魚戦争』にインスパイアされている）を書いて、妻の娯楽にあてた。この作品が、後の長編デビュー作『日本アパッチ族』の原型となった。

### 作家

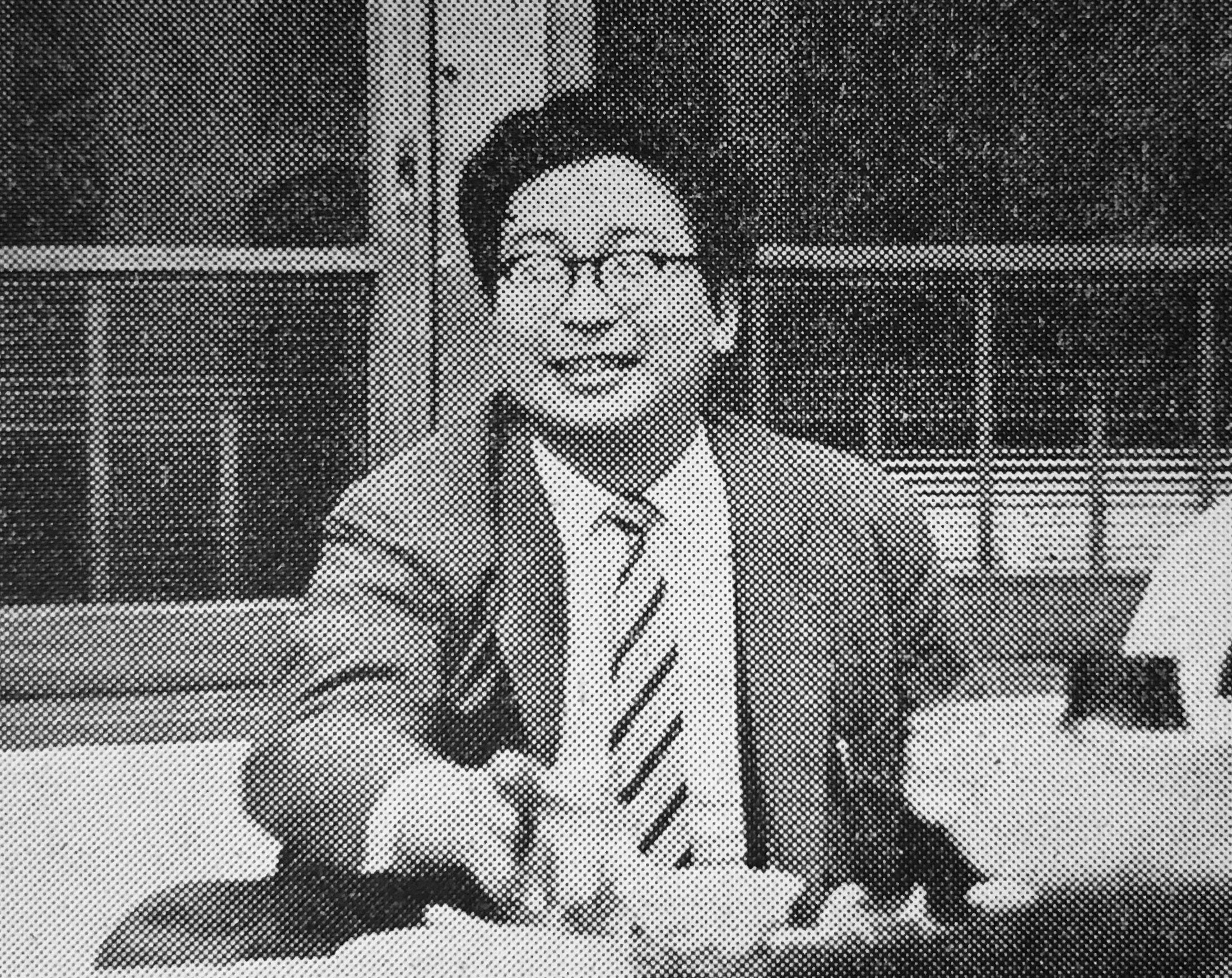
1963年

三浦浩に知らされて1959年12月に早川書房が創刊した『SFマガジン』創刊号と出会い、ロバート・シェクリイの「危険の報酬」に衝撃を受け、自分もアメリカ流のサイエンス・フィクションを書こうと決意する。1961年、早川書房主催の第1回空想科学小説コンテスト（ハヤカワ・SFコンテストの前身）に、「小松左京」のペンネームで応募した「地には平和を」が努力賞に入選。筆名の「左京」は、姓名判断に凝っていた兄から「五画と八画の文字を使えば大成する」と助言を受け、「左がかっていた京大生だから」ということで「左京」を選んだ。「地には平和を」は『SFマガジン』には掲載されず、入会したSF同人誌『宇宙塵』に掲載された。翌年の第2回SFコンテストで『お茶漬けの味』が第三席となったが、編集長の福島正実からはすでに評価されており、それを待つことなく『SFマガジン』（1962年10月号）に掲載された『易仙逃里記』でデビューし、常連に加わる。
1963年、日本SF作家クラブの創設に参加（1980年-1983年に星新一、矢野徹に続いての三代目会長）。盛んに上京し、SF作家仲間たちと交流した。
1963年『オール讀物』に「紙か髪か」が掲載され、中間小説誌デビュー。吉田健一や扇谷正造に絶賛される。同年、短編集『地には平和を』を刊行し、1963年度下半期の直木賞候補となった。1964年、光文社から処女長編『日本アパッチ族』を刊行。
1964年には加藤秀俊、梅棹忠夫らと共に『「万国博」を考える会』を結成し、大阪万博のテーマや理念を検討。1967年にはモントリオールでひらかれていた世界博を視察。加藤、粟津潔、泉眞也らと、万国博の娯楽施設のプランも作った。
また、このメンバーらで未来学も話題となり、1968年の「日本未来学会」の創設に、梅棹忠夫、加藤秀俊、林雄二郎、川添登と参加する。他に小松、加藤、川添、川喜田二郎の4名で「KKKK団」と名乗り、1966年に雑誌『文藝』に連続対談を5回連載した。1967年には「KKKK団」の4名の共著の著書として『シンポジウム未来計画』（講談社、小松左京編著）を刊行した。
1964年から始まった近畿ローカルのラジオ番組「題名のない番組」（ラジオ大阪）や「ゴールデンリクエスト」（近畿放送（現：京都放送））で桂米朝らと知的で快活なトークを交わしたが、そこにあった常連リスナーからの投稿からアイデアを得て「蜘蛛の糸」「海底油田」「四次元ラッキョウ」などの多くの掌編をなした。彼の掌編はこの時期に集中している。
1965年にはベ平連創立時の「呼びかけ人」になった。1966年には、東京12チャンネルに勤務していたばばこういちが主宰で、「ベトナム戦争についてのティーチ・イン」を行った際、小松は小田実や開高健らとともに参加し、ベトナム戦争反対論を論じた。このイベントは、あまりに反戦論者が多かったため放送されず、ばばは、東京12チャンネルを退社した。
1970年には「国際SFシンポジウム」を主宰。米・英・ソ等のSF作家を日本に招き、アーサー・C・クラーク、ジュディス・メリル、フレデリック・ポール、ブライアン・オールディスらが参加した。また、同年の日本万国博覧会ではサブ・テーマ委員、テーマ館サブ・プロデューサー（チーフ・プロデューサーは岡本太郎）を務めた。「太陽の塔」内の展示を、岡本太郎と考え、DNAの巨大な模型を作り、生物の進化を現すようにした。また、地下スペースに、石毛直道らが収集した世界中の神像や仮面を展示。そのコレクションが、1977年オープンの国立民族学博物館の元となった。
1980年には、日本SF作家クラブ会長として、徳間書店をスポンサーとした「日本SF大賞」の創設に尽力。1981年1月発表の第1回受賞作には、科学を主題にした、本格的なハードSF短編集である堀晃の『太陽風交点』（早川書房、1979年）を強く推して、受賞させた。
1980年前後、東宝からのオリジナルSF映画の企画依頼に応じ、多数のSF作家を招いてブレーンストーミングを重ねたのち、小説を先行させて『さよならジュピター』を発表。映画化に際しては新会社を設立して自ら総監督兼脚本を務め、名目上だけではなく完全な陣頭指揮を取った。必ずしも好評価にはつながらなかったが多くのSF作家を育てた。
1986年、自身を投影した老科学者が宇宙へ飛び出し果てしない旅を続ける『虚無回廊』を執筆。この作品は結局未完となる。
1990年の国際花と緑の博覧会では博覧会の総合プロデューサー（泉眞也、磯崎新と共同）として活躍。また、5回にわたり「大阪咲かそ」シンポジウムのプロデュースを担当するなど執筆以外の活動も多岐にわたっている。これらのプロジェクトの経験は、のちに、著書『巨大プロジェクト動く』にまとめている。
2000年より角川春樹事務所が主宰で小松左京賞が設立され、選考委員を務めている（2009年の第10回をもって休止）。
2001年より同人誌『小松左京マガジン』を主宰。毎号巻頭には編集長インタビューとして小松と著名人との対談が掲載されていた。
1993年に小林隆男によって発見されていた小惑星 (6983) が、2002年に「Komatsusakyo」と命名された。
2006年7月からは『小松左京全集完全版』（城西国際大学出版会刊）の刊行も始まった。この全集はハードカバーとしては日本で初めてオンデマンド印刷で作られることでも注目されている。2000年1月にはすでにオンラインで注文した作品を組み合わせてオンデマンドで印刷する『オンデマンド版・小松左京全集』(BookPark) が開始されている。
2007年に日本で開催されたワールドコン 第65回ワールドコン/第46回日本SF大会Nippon 2007にはデイヴィッド・ブリンと共に作家ゲスト・オブ・オナーとして招待された。
2008年には、『小松左京自伝 実存を求めて』が刊行された。
2011年7月26日午後4時36分、肺炎のため大阪府箕面市の病院で死去。80歳没。
没後、『復活の日』に登場するアメリカのアマチュア局のコールサイン「WA5PS」が誰にも割り当てられておらず空いていることが判明、小松左京事務所に許可を求めた上で「小松左京記念局」として免許された。
2019年10月12日より12月22日まで、世田谷文学館にて、展覧会『小松左京展―D計画―』が開催された。D計画とは『日本沈没』の作中で遂行されるプロジェクト名から来ている。

## 小松左京と万国博覧会
民族学者の梅棹忠夫は1963年、「情報産業論」を発表。センセーションを巻き起こした。小松は共に『放送朝日』に執筆していたのが縁で梅棹と知り合い、1963年の終わり頃、梅棹を中心にできた私的研究会に、小松も喜んで加わった。メンバーは、林雄二郎、川添登、加藤秀俊それに小松で、林は当時経済企画庁の経済研究所所長、川添は建築評論家、加藤は京都大学教育学部の助教授だった。このメンバーを主体に若手研究会による私的研究会「万国博を考える会」が結成される。小松は当初、知的好奇心によるプライベートな集まりの研究を目的としており、国家プロジェクトとしての万博に関わるつもりはなかった。

## 小松左京と大震災
1995年1月に発生し、小松自らも被災した阪神・淡路大震災の際にはテレビ局のインタビューに答えて、視聴者のリクエストとヘリコプターなどの現場取材を連携させたライブによる安否情報の発信を提案した。いくつかのテレビ局が実際に試みたが、被害範囲が広すぎたことと、リクエストの信憑性を検証できないという指摘を受け、あまり成果を挙げないまま中止された。
ある高名な学者に、高速道路がなぜ倒れたかを共同で検証したいと申し入れたが、学者は「地震が予測をはるかに超えていただけ。私たちに責任はない」と言われ信じられない思いを受けた。
小松は『小松左京の大震災'95』を1996年6月に刊行し、震災の教訓として防災情報の共有化や、温かみのある復興の大切さを書いた。その後は、もう何もする気力がなくなり、鬱病をわずらったという。2000年ごろようやく回復。その後も小松自身は震災からの復旧活動に積極的に関与していた。
2011年3月11日に発生した東日本大震災では「唯一の被爆国の国民として、SF作家になった人間として、事実の検証と想像力をフルに稼働させて、次の世代に新たなメッセージを与えたい」との言葉を残した。復興を願い、「これから日本がどうなるのんか、もうちょっと長生きして、見てみたいいう気にいまなっとんのや」と記していた。また、『３・１１の未来 日本・ＳＦ・創造力』の序文を寄せている。

## 「日本沈没」について
最大のベストセラーになったのは1973年に光文社から刊行された『日本沈没』で、社会現象とまでなった。刊行前は「長すぎて売れない」と出版社側からは言われていたが、3月に発売すると驚くほどの売れ行きを示し、その年末までに上下巻累計で340万部が刊行された。福田赳夫や当時首相だった田中角栄も、この本を読んだという。
最初はタイトルは『日本滅亡』にするつもりだったが編集者が『沈没』を提案した。
1964年に世に現れた電卓であるが、小松はこれをすぐに導入し「使いまくって」、『日本沈没』を書いた、という。2011年7月29日の毎日新聞「余録」には13万円の電卓、とあり、同年11月24日のNHK『クローズアップ現代』では、小松の電卓としてキヤノンのキヤノーラ1200（12万6千円）が紹介された。別モデルと思われる話もあり、安田寿明によれば、37万円ほどの標準品を買い「目の玉が飛び出るほど高かったが、あれを使いまくったおかげで『日本沈没』が書けた」と小松は語ったという。また、1979年に発売された初の国産ワープロである東芝のJW-10（630万円）も、いち早く一号機を小松左京事務所で使用していたが、その後、携帯できないことなどを理由に手書きに戻っている。
『日本沈没』は「第一部完」として発売され、第二部は「世界に流浪した日本人たちの運命」を描く予定であったが、「日本人」としての固有性を守るべきか、「国土を失った民族としてコスモポリタニズムに貢献」すべきか小松に迷いが生じ、執筆されなかった。後に高齢を理由に小松自身による執筆は放棄され、2003年11月から続編を作成するプロジェクト・チームが作られた。執筆は谷甲州が担当し、2006年7月に『日本沈没 第二部』が刊行された。

## 作風
SFマガジンでのデビュー以来、様々なジャンルにわたる多数の長短編作品やショートショートを世に送り出し、日本のSFを牽引した。その作風は人類の運命を描くハードコアSF（本格SF）から、ポリティカル・フィクション、タイムトラベル物、歴史改変小説やパラレルワールド物、スラップスティック、アクション物、SFミステリ、ホラー、エロティックな作品、寓話的な作品やファンタジーに至るまで幅広い。
あまりの多面さに作風を一面的に断じる事は出来ないが、当時先端の科学や政治経済の知識を駆使し、プロットの練られた『日本沈没』『首都消失』のような作品から、下町を背景に描いた『コップ一杯の戦争』、日本を始めとする各種神話に取材した作品まで、非SFである歴史小説、中間小説（奇妙な女たちを描く短編「女シリーズ」や、古典芸能の知識が結実した「芸道小説」シリーズなどがある）も含めサイバーパンク以前のほぼ全てのジャンルに手を付けたといっても過言ではない。また、非SFでも、あくまで「SF作家としての視点」から作品が構想されていることが、『小松左京自伝』に収録されている「自作解説」から分かる。
小松作品では純粋で正義感の強い青年が主人公を務めることが多い。これは、しばしば並び称される星新一、筒井康隆らには全くといっていいほど見られない特徴で、時おり人情、情緒、官能などをたっぷりと描く傾向も同様である。この辺りが小松作品に独特の熱っぽさと艶を与えている。
ソ連のSF作家イワン・エフレーモフの社会主義的SF論に対抗して書いた「拝啓イワン・エフレーモフ様」（巽孝之編『日本SF論争史』勁草書房に収録）をはじめとした、数々のSF論で「科学技術が、人間社会や人間の存在自体を変えてしまう時代の、『本流文学』としてのSF」を一貫して主張し続けている。ただし、この小松が理想とするSFは、小松ほどの博覧強記な作家でしか、書き得ないともいえる。
その他にも、日本各地や世界各地を旅しての文明論や、日本文化論、科学エッセイなどの、ノンフィクションも多数執筆しているが、これらについても「SF作家としての視点」からの壮大な視点から書かれている。
精力的な執筆で知られたが、健康問題もあり50代後半以降の創作はきわめて少ない。54歳から執筆開始された最後の単独執筆長編『虚無回廊』も未完に終わった。

## 評価
筒井康隆は「小松左京論」において、一般の作家は個別のアイデアを元に作品を個体発生させていくのに対し、小松はテーマを先に決め膨大な知識でアイデアを系統発生させて作品を仕上げていくテーマ敷衍型の作家であると評している。筒井はそれを、知識のたくさん詰まった長持をがらがっちゃがっちゃとぶちまける、といった風に表現している。。
広範な領域での業績と旺盛な活動力を岡田斗司夫、唐沢俊一らは「荒俣宏と立花隆と宮崎駿を足して3で割らない」と評している。
批評家の東浩紀は「小松は、戦後日本を代表する娯楽作家だっただけではない。また日本SFの創設者だっただけでもない。小松はそれよりもなりよりも、まずは知識人であり教養人であり、その溢れる知性に文学というかたちを与えるとき、SFという表現形式を見出したひとりの思索者だったのだ」と考える。
代表作には、時間と空間をまたにかけた壮大な長編『果しなき流れの果に』（1966年）が挙げられる。この作品は1997年の『SFマガジン』500号記念号で発表された、「日本SFオールタイムベスト」において長編部門1位を獲得した。さらに短編部門では同じく小松作品の『ゴルディアスの結び目』が1位になった。
初期長編では、娯楽色と思索性を高いレベルで両立させたSFミステリ『継ぐのは誰か』の人気も高い。山田正紀がこの作品を青春小説として評価している。
中国のベストセラー小説『三体』の著者・劉慈欣は小松左京作品を愛読し、『三体』を執筆するにあたって『日本沈没』から受けた影響について述べている。
『日本沈没』、『復活の日』、『エスパイ』、『首都消失』などが映画化されており、特に1984年公開の『さよならジュピター』は単に原作提供にとどまらず、新たに「株式会社イオ」を設立して映画製作に出資。小松自身も総監督として現場の指揮を執り、最新のCGを駆使して特撮場面をとるほどの、力の入れようだった。テレビにも映像化作品は多く、中にはテレビオリジナル作品もある。2006年には、『日本沈没』が、現代にあわせてリメイクされ、映画として公開された。
一方、文壇からの正当な評価、評論は特になく、『小松左京自伝』においては、「開高健や北杜夫ぐらいにしか、自分の文学を評価してもらえなかった。せめて、（非SFである）『芸道小説』ものでは、直木賞をくれないかなと思った。」「現在でも、社会や文壇が、SFを十分に認知しないことへの、いらだちがある」と、無念さを吐露している。また同書には、「一貫して、宇宙における文学の意味、宇宙における人類の意味を考えてきた」という発言があり、他のSF作家とは連帯しきれない、小松なりの孤独な問題意識が書かれている。この小松ならではの文学的な問題意識が共有できたのは、SF作家仲間よりもむしろ開高健、高橋和巳であったとも書かれている（ただし、開高は後年小松作品を「もたれる」と評し、筒井康隆から人格批判にまで至る激烈な反駁を受けている）。また、角川文庫版『牙の時代』解説で、中井英夫は端正に彫琢され面白い物語に徹した最初期短編を至上とし、政治的、文明批評的な饒舌が溢れる作風に転じたことを強く批判（同書収録作もそれらに含まれるため異例の解説である）。親交のあった三島由紀夫が「日本アパッチ族なんて、あんなもの書きやがって」と、同意を示していたことを記している。ただ、小松が広範な人気を獲得していったのは『日本アパッチ族』以降であることも事実である。

## 人物
尋常でない好奇心を持っていた。ある日舗道を歩いていると「なんなんだ、中身は」と言いながら道路を横切り、小さな洋食屋の「ランチはじめました」の紙に書かれたメニューの中身を確かめに飛んで行ったのである。小松の知識と情報量を支えているのはこの原子力発電所や量子力学、プレートテクトニクスから街の洋食屋のランチにいたるまで完全に同等な好奇心であった。
小松は「SF」というジャンルに誇りを抱いていた。SFならばあらゆる表現が可能になる。むしろ、これからはあらゆる表現がSFになるというのが彼の信条だった。
速筆でマージャンで1人余って抜けてる間に原稿用紙に手書きで1時間ほどで20枚程度書き、また雀卓に戻っていった。
関西の官僚や財界人たちともブレイン役として交際し、「湾岸道路の建設」「関西新空港の整備（現：関西国際空港）」「研究学園都市の創設（現：けいはんな学研都市）」などを提案した。また、彼らとの交流で、祇園などの花街を体験し、「芸道小説」シリーズなどに結実している。ユーモラスな一面もあり、『SF作家オモロ大放談』では、自分の精液をフライパンで焼いて食べたことがあると語っている。1970年頃はよく太っていて、ラジオなどでも自称メガネ豚と言っていた。
生まれ育った関西に愛着を持ち、関西を盛り上げるためのさまざまな活動を行った。1977年から1982年には大阪フィルハーモニー交響楽団のイベント「大フィルまつり」の企画・構成を担当。1978年には、「関西で歌舞伎を育てる会」（現：関西・歌舞伎を愛する会）の代表世話人になり、20年以上つとめた。また、かんべむさし、堀晃などの関西出身の後輩SF作家たちにも、目をかけた。また、『大阪タイムマシン紀行』 『わたしの大阪』 『こちら関西』 『こちら関西・戦後編』など、関西をテーマにした著書も多数ある。
マージャンの腕はかつて業界記者をやってたころ修羅場のようなシビアなマージャンを経験したおかげでとにかく強かった。
ヘビースモーカーであったため、紙巻きタバコを手にした写真が多数残されている。
角川書店の編集局長時代に交流があった角川春樹は、「頭の回転が速く教養も深かったが、後年はその面影がすっかり薄れましたね」「最大の原因は大量の酒です。昼間からウィスキーグラスを手にするほどの酒豪で、酒で作家生命を縮めたことが残念でしたね」と証言している。

## 受賞歴
- 1971年 - 『継ぐのは誰か?』により第2回星雲賞（日本長編部門）受賞[68]。
- 1973年 - 『結晶星団』により第4回星雲賞（日本短編部門）受賞[68]。
- 1974年 - 『日本沈没』により第27回日本推理作家協会賞・第5回星雲賞（日本長編部門）受賞[68]。
- 1976年 - 『ヴォミーサ』により第7回星雲賞（日本短編部門）受賞[68]。
- 1978年 - 『ゴルディアスの結び目』により第9回星雲賞（日本短編部門）受賞[68]。
- 1983年 - 『さよならジュピター』により第14回星雲賞（日本長編部門）受賞[68]。
- 1985年 - 『首都消失』により第6回日本SF大賞受賞[68]。
- 1990年 - 大阪文化賞受賞[68]。
- 2007年 - 城西国際大学より、名誉博士号授与。
- 2011年 - 第42回星雲賞特別賞受賞[注釈 15]。
- 2011年 - 第32回日本SF大賞特別功労賞受賞。

## 作品リスト

### 全集・選集
- 小松左京コレクション 全5巻 ジャストシステム、1995年 - 1996年
- 小松左京全集 全50巻 城西国際大学出版会、2006年 - 2018年[69]

### 小説

#### SF長編
- 日本アパッチ族 書き下ろし 光文社（カッパ・ノベルズ）、1964年3月 のち角川文庫、光文社文庫
- 復活の日 書き下ろし 早川書房(日本SFシリーズ)、1964年8月 のち文庫、角川文庫、ハルキ文庫 - 流行病による人類滅亡の恐怖と、南極にいた生き残りの闘いと希望を描く。映画化。
  - 復活の日 人類滅亡の危機との闘い ポプラ社、2009年（新井リュウジによるジュニア向けリライト版）
- エスパイ 『漫画サンデー』1964年4月8日号 - 10月7日号 早川書房 (日本SFシリーズ)、1965年6月 のち文庫、角川文庫、ハルキ文庫
- 明日泥棒 『週刊現代』1965年1月1日号 - 7月15日号 講談社(ロマン・ブックス)、1965年12月 のち角川文庫、ハルキ文庫
- 果しなき流れの果に 『S-Fマガジン』1965年2月号 - 11月号 早川書房 (日本SFシリーズ)、1966年7月 のち文庫、角川文庫、徳間文庫、ハルキ文庫 ISBN 4150300011
- ゴエモンのニッポン日記 『アサヒグラフ』1966年4月1日号 - 9月9日号 講談社、1966年12月 のち文庫、ハルキ文庫
- 見知らぬ明日 『週刊文春』1968年4月29日号 - 9月9日号 文藝春秋、1969年3月 のち角川文庫、ハルキ文庫
- 継ぐのは誰か? 『S-Fマガジン』1968年6月号 - 12月号 早川書房『世界SF全集』第29巻、1970年6月 のち単行本、文庫、角川文庫、ハルキ文庫
- 日本沈没 書き下ろし 光文社カッパ・ノベルス、1973年3月 のち文春文庫、徳間文庫、光文社文庫、双葉文庫、小学館文庫、ハルキ文庫
- 題未定 『週刊小説』1976年8月16日号 - 10月4日号 実業之日本社 1977年3月 のち文春文庫、ケイブンシャ文庫、ハルキ文庫
- こちらニッポン… 『朝日新聞』夕刊 1976年4月19日 - 1977年1月22日 朝日新聞社、1977年4月 のち角川文庫、ハルキ文庫
- 時空道中膝栗毛 『報知新聞』1976年11月16日 - 1977年5月14日 文藝春秋、1977年9月 のち文庫、ケイブンシャ文庫
- 空から墜ちてきた歴史 『別冊小説新潮』1977年7月号 - 1978年4月号 新潮社、1981年11月 のち文庫
- さよならジュピター 『週刊サンケイ』1980年5月29日号 - 1982年1月14日号 サンケイ出版、1982年4月 のち徳間文庫、ハルキ文庫
- 首都消失 『北海道新聞』ほか新聞4社 1983年12月1日 - 1984年12月31日 徳間書店、1985年3月 のち文庫、ハルキ文庫
- 時也空地球道行 『週刊読売』1987年3月8日号 - 11月29日号 読売新聞社、1988年4月 のち『時空道中膝栗毛 後の巻 時也空地球道行』と改題、勁文社、1991年7月
- 虚無回廊 『SFアドベンチャー』1986年2月号 - 1987年3月号、1991年12月号 - 1992年10月号、I・IIは徳間書店より1987年11月、IIIは角川春樹事務所より2000年7月 のち徳間文庫、ハルキ文庫 - 地球から5.8光年の宇宙空間に突如出現した巨大物体の正体は？広大な宇宙を舞台に、「生命」「知性」「文明」の意味を問うSF。未完。
- 日本沈没 第二部（谷甲州共著） 書き下ろし 小学館、2006年8月 のち文庫

#### ジュブナイル・児童書
- 見えないものの影 『高一コース』1965年5月号 - 11月号 盛光社 1967年3月 のち角川文庫
- 空中都市008 アオゾラ市のものがたり 『日本PTA』1968年1月号 - 6月号 講談社 1969年2月 のち角川文庫、講談社青い鳥文庫（NHK人形劇の原作）
- 宇宙漂流 毎日新聞社 1970年12月 のち角川文庫、ポプラ文庫
- 青い宇宙の冒険 『中一計画学習』1970年4月号 - 12月号 筑摩書房 1972年4月 （ちくま少年文学館） のち角川文庫
- おちていたうちゅうせん 書き下ろし フレーベル館 1972年6月 （こどもSF文庫）
- 宇宙人のしゅくだい 『朝日新聞』1964年11月8日 - 1966年3月20日 講談社 1974年3月 のち講談社文庫
- アリとチョウチョウとカタツムリ 石浜紅子絵 三芽出版、1981年 （新しい絵本）

#### ショートショート集
- ある生き物の記録 ショート・ショート集 早川書房 (ハヤカワ・SF・シリーズ) 1966年6月 のち文庫、集英社文庫
- 鏡の中の世界 早川文庫 1974年 のち角川文庫 - 『ある生き物の記録』を2分冊にしたうちの1冊。
- 一生に一度の月 集英社文庫 1979年5月
- まぼろしの二十一世紀 集英社文庫 1979年11月
- 一宇宙人のみた太平洋戦争 短篇ショート・ショート集 集英社文庫、1981年1月
- コップ一杯の戦争 集英社文庫、1981年
- こちら“アホ課” ケイブンシャ文庫 1986年
- 小松左京ショートショート全集 勁文社 1995年 のち文庫

#### 短編集
- 地には平和を 早川書房 (ハヤカワ・SF・シリーズ)、1963年 のち角川文庫
- 影が重なる時 早川書房 (ハヤカワ・SF・シリーズ)、1964年
- 日本売ります 早川書房 (ハヤカワ・SF・シリーズ)、1965年 のちハルキ文庫
- ウインク 話の特集編集室 1967年
- 生きている穴 早川書房 (ハヤカワ・SF・シリーズ) 1967年
- 神への長い道 早川書房 (ハヤカワ・SF・シリーズ) 1967年 のち文庫、角川文庫、徳間文庫
- 模型の時代 徳間書店 1968年 のち角川文庫
- 飢えた宇宙 早川書房 (ハヤカワ・SF・シリーズ) 1968年 （ハヤカワ・SF・シリーズ）
- 星殺し（スター・キラー） 早川書房 (ハヤカワ・SF・シリーズ) 1970年
- 闇の中の子供 新潮社 1970年 のち文庫
  - 長生きの秘訣 - 昔話「八百比丘尼（やおびくに）」「人魚」を思わせる不老不死をテーマにしたSF作品。
  - 第二日本国誕生
- 三本腕の男 立風書房 1970年 のち角川文庫
- 青ひげと鬼 徳間書店 1971年 のち角川文庫
- 最後の隠密 立風書房 1971年 のち角川文庫
- 地球になった男 新潮文庫 1971年
- 怨霊の国 角川書店 1972年 のち文庫
- 待つ女 新潮社 1972年
- 明日の明日の夢の果て 角川書店 1972年 のち文庫
- 牙の時代 早川書房(日本SFノヴェルズ) 1972年 のち角川文庫
- ウインク 角川文庫 1972年
- アダムの裔 新潮文庫 1973年
- 時の顔 早川文庫 1973年 のち角川文庫、ハルキ文庫
- 御先祖様万歳 ハヤカワ文庫 1973年 のち角川文庫
- 旅する女 河出書房新社 1973年
- 結晶星団 早川書房 1973年 のち文庫、角川文庫、ハルキ文庫
- 春の軍隊 新潮社 1974年 のち文庫
- さらば幽霊 自選短編集 講談社文庫、1974年
- 戦争はなかった 新潮文庫、1974年
- 夜が明けたら 実業之日本社 1974年 のち文春文庫、ケイブンシャ文庫、ハルキ文庫
- 蟻の園 ハヤカワ文庫、1974年 のち角川文庫
- 本邦東西朝縁起覚書 ハヤカワ文庫 1974年 のち徳間文庫 - 表題作は後南朝の自天王が時空を超え、現代の日本に突如出現する歴史SF。
- 無口な女 新潮社 1975年
- おしゃべりな訪問者 架空インタビュー 筑摩書房 1975年 のち新潮文庫
- 時間エージェント 『HEIBONパンチDELUXE』1965年9月号 - 1966年7月号、『ビッグコミック』1968年1月1日号 - 8日号 新潮文庫 1975年
- 夢からの脱走 新潮文庫 1976年
- 男を探せ 新潮社 1976年
- 空飛ぶ窓 文春文庫 1976年
- 虚空の足音 文藝春秋 1976年 のち文庫
- 飢えなかった男 徳間書店 1977年 のち文庫
- ゴルディアスの結び目 角川書店 1977年 のち文庫、徳間文庫、ハルキ文庫
- 骨 集英社文庫 1977年
- 物体O 新潮文庫、1977年 のちハルキ文庫
- サテライト・オペレーション 集英社文庫 1977年
- 五月の晴れた日に ハヤカワ文庫 1977年 のち集英社文庫
- 偉大なる存在 ハヤカワ文庫 1978年 のち集英社文庫
- アメリカの壁 文藝春秋 1977年 のち文庫
- 夜の声 集英社文庫、1978年
- 流れる女 文春文庫 1979年
- 華やかな兵器 文藝春秋 1980年 のち文庫
- 猫の首 集英社文庫 1980年
- 短小浦島 角川文庫 1980年
- 氷の下の暗い顔 角川書店 1980年 のち文庫
- 遷都 集英社文庫、1981年
- あやつり心中、徳間書店 1981年 のち文庫
- 湖畔の女 徳間文庫 1983年
- ハイネックの女 徳間文庫 1983年
- 大阪夢の陣 徳間文庫、1983年
- おれの死体を探せ 徳間文庫 1983年
- 機械の花嫁 ケイブンシャ文庫 1983年
- 黄色い泉 徳間文庫 1984年
- ぬすまれた味 ケイブンシャ文庫 1987年
- 黄色い泉 ケイブンシャ文庫 1987年
- 保護鳥 ケイブンシャ文庫 1988年
- おえらびください ケイブンシャ文庫 1989年（ISBN 978-4766909012）
- 地には平和を 阿部出版 1991年
- アメリカの壁 ケイブンシャ文庫 1992年
- 石 出版芸術社 1993年
- 霧が晴れた時 角川ホラー文庫 1993年
- 旅する女 勁文社 1993年
- 芸道艶舞恋譚 廣済堂出版 1995年
- 芸道綾錦夢譚 廣済堂出版 1995年
- 芸道夢幻綺譚 廣済堂出版 1995年
- 召集令状 角川文庫 1995年
- BS6005に何が起こったか アスキー 1996年
- 結晶星団 ハルキ文庫 1998年
- 時の顔 ハルキ文庫 1998年
- 物体O ハルキ文庫 1999年
- 日本売ります ハルキ文庫 1999年
- 男を探せ ハルキ文庫 1999年
- くだんのはは ハルキ文庫 1999年
- 高砂幻戯 ハルキ文庫 1999年
- 夜が明けたら ハルキ文庫 1999年
- ホクサイの世界 ハルキ文庫 2002年
- 月よ、さらば ハルキ文庫 2002年
- 役に立つハエ ハルキ文庫 2002年
- ふかなさけ ハルキ文庫 2002年
- 午後のブリッジ ハルキ文庫 2002年
- 旅する女 光文社文庫 2004年
- 明烏 集英社文庫 2009年
- すぺるむ・さぴえんすの冒険 福音館書店 2009年
- 小松左京セレクション1 ポプラ文庫 2010年
- 小松左京セレクション2 ポプラ文庫 2010年
- 小松左京セレクション1 河出文庫 2011年
- 小松左京セレクション2 河出文庫 2011年
- 小松左京21世紀セレクション#1 アメリカの壁／見知らぬ明日【グローバル化・混迷する世界編】徳間文庫（トクマの特選！）2020年10月
- 小松左京21世紀セレクション #2 闇の中の子供／ゴルディアスの結び目【分断と社会規範・心理の変化編】徳間文庫（トクマの特選！）2021年1月

※新潮文庫などのオリジナル文庫本には再収録傑作選が多数含まれる。

### 戯曲
- 狐と宇宙人－戯曲集（徳間書店、1990年） -SF狂言。茂山千之丞からの依頼により執筆[70]。

### 評論・エッセイ
- 地図の思想 講談社 1965年
- 未来図の世界 講談社 1966年
- 探検の思想 講談社 1966年
- 未来怪獣宇宙 講談社、1967年
- 未来の思想 文明の進化と人類 中公新書 1967年
- 日本タイムトラベル 変貌する地域社会 読売新聞社 1969年
- ニッポン国解散論 読売新聞社 1970年
- 日本イメージ紀行 白馬出版 1972年
- 妄想ニッポン紀行 講談社文庫 1973年
- 未来からの声 創樹社 1973年
- 歴史と文明の旅 文藝春秋 1973年 のち講談社文庫
- 続・妄想ニッポン紀行 講談社文庫 1974年
- やぶれかぶれ青春記 旺文社文庫 1975年 のちケイブンシャ文庫
- ミスターちんぼつの恋愛博物館 光文社 1975年 のち文春文庫「恋愛博物館」
- 男の人類学 新・世界学入門 大和書房 1976年
- 日本文化の死角 講談社現代新書 1977年
- 地球社会学の構想 文明の明日を考える PHP研究所 1979年
- はみだし生物学 平凡社 1980年 のち新潮文庫
- 読む楽しみ語る楽しみ 集英社 1981年 のち文庫
- 遠い島 遠い大陸 文藝春秋 1981年
- 地球文明人へのメッセージ 佼成出版社 1981年
- 宇宙から愛をこめて すぺいす・あふぉりずむ455 文化出版局 1981年
- 小松左京のSFセミナー 集英社文庫 1982年
- 机上の遭遇 集英社 1982年 のち文庫
- 大阪タイムマシン紀行 その1500年史を考える 関西過去・未来考 PHP研究所 1982年 「タイムトラベル大阪」ケイブンシャ文庫
- 犬も犬なら猫も猫 ケイブンシャ文庫 1984年
- 黄河 中国文明の旅 徳間書店 1986年
- ボルガ大紀行 徳間書店 1987年
- 「自然の魂」の発見 いんなあとりっぷ社 1990年
- 鳥と人 とくにニワトリへの感謝をこめて 文春ネスコ 1992年
- わたしの大阪 中公文庫 1993年
- 巨大プロジェクト動く 私の「万博・花博顛末記」広済堂出版 1994年
- こちら関西 もうひとつの情報発信基地・大阪（正編・戦後編） 文藝春秋 1994-95年
- ユートピアの終焉 イメージは科学を超えられるか ディーエイチシー 1994年
- 未来からのウインク 神ならぬ人類に、いま何が与えられているか 青春出版社プレイブックス 1996年
- 小松左京の大震災'95 この私たちの体験を風化させないために 毎日新聞社 1996年
- 紀元3000年へ挑む科学・技術・人・知性 地球紀日本の先端技術 東京書籍 1999年
- 威風堂々うかれ昭和史 中央公論新社 2001年
- 天変地異の黙示録 人類文明が生きのびるためのメッセージ 日本文芸社・パンドラ新書 2006年
- SF魂 新潮新書 2006年
- 小松左京自伝 実存をもとめて 日本経済新聞社出版社 2008年 - 自伝「私の履歴書」+「小松左京マガジン」連載の自作解説収録
- 宇宙にとって人間とは何か 小松左京箴言集 PHP新書 2010年

### 編著
- シンポジウム未来計画 小松編著、加藤秀俊、川喜田二郎、川添登共著、講談社、1967年
- 海外SF傑作選(1) さようなら、ロビンソン・クルーソー 小松左京＋かんべむさし編 集英社文庫 1978
- 海外SF傑作選(2) 気球に乗った異端者 小松左京＋かんべむさし編 集英社文庫 1979

### 対談・座談ほか
- 人類は滅びるか 鼎談 今西錦司、川喜田二郎 筑摩書房 1970年
- 地球を考える 対談集 1・2 新潮社 1972年 のち小松左京コレクション5 対談集 ジャストシステム
- 現代の神話 山崎正和対談 日本経済新聞社 1973年
- 小松左京対談集 日本を沈めた人 地球書館 1974年 のち小松左京全集完全版33 城西国際大学出版会
- 地球が冷える 異常気象 編著者：小松左京、対談：根本順吉・竹内均・飯田隼人・立川昭二・西丸震哉、旭屋出版 1974
- シンポジウム 性文化を考える 共編者：小松左京、山下諭一、対談：会田雄次、奈良本辰也、小川光暘、石毛直道、米山俊直、鯖田豊之、林美一、中山研一、藤岡喜愛 みき書房 1974
- 絵の言葉 対話高階秀爾 エッソ・スタンダード石油広報部 1975年 （エナジー対話）のち講談社学術文庫
- SF作家おもろ大放談 いんなあとりっぷ社 1976 - SF作家の仲間たちとの放談。
  - おもろ放談 SFバカばなし 角川文庫、1981年
- 絵の理想型とは？ 萩尾望都対談 クエスト創刊号（小学館） 1977年
- 人間博物館 「性と食」の民族学 石毛直道、米山俊直討議 光文社 1977年 のち文春文庫
- 小松左京対談集 21世紀学事始 鎌倉書房 1978年
- 学問の世界 碩学に聞く 加藤秀俊 講談社現代新書 1978年 のち同学術文庫
- 日本史の黒幕 会田雄次・山崎正和座談 平凡社 1978年 のち中公文庫
- 高橋和巳の青春とその時代（編）構想社 1978年
  - 新版・高橋和巳の文学とその世界 梅原猛共編、阿部出版 1991年
- 生命をあずける 分子生物学講義 渡辺格対談 朝日出版社「Lecture books」 1979年
- 野球戯評 梅原猛・小松左京・多田道太郎共著 講談社 1979 のち文庫
- にっぽん料理大全 石毛直道共著 潮出版社 1982年 のち岩波同時代ライブラリー
- 宇宙・生命・知性の最前線 十賢一愚科学問答 対談集 講談社 1992年
- SFへの遺言（対談集） 光文社 1997年
- 教養（聞き手高千穂遥、鹿野司） 徳間書店 2001年

### 監修
- 現代コミック 全12巻、監修者:尾崎秀樹, 小松左京, 野坂昭如、双葉社 1970年
- SFファンタジア1～4 石川喬司編集 小松左京監修 学習研究社 1978-1979年
- 小松左京の近未来を考える本 小松左京監修 辰巳出版 1982年
- 雑学おもしろ百科 全12巻 小松左京監修 角川文庫 1982 - 1983年
- コロニーオデッセイ 冒険編・対決編 小松左京監修 日本電気ホームエレクトロニクス 1983年[71][72]
- アドベンチャースーパーブックス アンドロイドの要塞 小松左京監修、長谷川浩司・葛生勝 廣済堂文庫 1985年
- 復元と構想:歴史から未来へ 大林組 編著 加藤秀俊、川添登、小松左京監修 東京書籍 1986年
- 海野十三全集 全13巻+別巻2巻 小松左京、紀田順一郎 監修、三一書房 1988年
- 世界のSFがやって来た!!:ニッポンコン・ファイル2007:第65回ワールドコン/第46回日本SF大会Nippon 2007 日本SF作家クラブ編 小松左京監修 角川春樹事務所 2008年

### 漫画
- 怪人スケレトン博士（さかえ出版社、1948年）小松實名義[73]
- イワンの馬鹿（不二書房、1949年）モリ・ミノル名義
- 大地底海（不二書房、1949年）モリ・ミノル名義
- ぼくらの地球（不二書房、1949年）モリ・ミノル名義
- 幻の小松左京=モリ・ミノル漫画全集 全4巻（小学館、2002年）。ISBN 4-09-179421-1。※ 未発表作品「第五実験室」、「大宇宙の恐怖アンドロメダ」の原稿を収録。
- ムウ大陸の末裔（光文社、2012年）モリ・ミノル名義[74]

### テレビ
- 宇宙人ピピ （1965年、NHK、実写+アニメ合成作品、平井和正との合作）
- SF人形アニメ （1965年、大阪テレビフィルム、5分間帯番組 未製作）[75]
- 空中都市008（1969年‐1970年、NHK、竹田人形座による人形劇）
- 猿の軍団 （1974年、TBS）
- 日本沈没 （1974-1975年、TBS、東宝映像）
- ぼくとマリの時間旅行 （1980年、NHK 少年ドラマシリーズ、「時間エージェント」が原作）
- 小松左京アニメ劇場 （1989年、毎日放送）
- 世にも奇妙な物語 秋の特別編「戦争はなかった」「さとるの化物」「影が重なるとき」 （1991年、2000年、2003年、フジテレビ）

### 映画
- 日本沈没（1973年、2006年、東宝）73年版では自身もカメオ出演[76]
- エスパイ（1974年、東宝）
- 復活の日（1980年、角川書店、TBS（配給：東宝））
- さよならジュピター（1984年、東宝、株式会社イオ）※製作、総監督、原作、脚本も担当
- 首都消失（1987年、関西テレビ、大映、徳間書店（配給：東宝））

### ラジオ
- いとし・こいしの新聞展望（ラジオ大阪、1959年-1962年）※構成作家
- 題名のない番組（ラジオ大阪、1964年-1968年 桂米朝とのトーク番組）
- NHK-FMの『日本のトップ・アーティスト 冨田勲』（1980年、全5回）※ 対談の司会。
- 桂米朝と小松左京のゴールデンリクエスト（近畿放送）
- 米朝・左京のユーモア リクエスト（近畿放送）※桂米朝とのトーク番組
- サントリー・サタデー・ウェイティング・バー（TOKYO FM、2006年7月15日）「小松左京」の回[77]

### 出演
- ネオン太平記（1968年、日活、磯見忠彦監督、小沢昭一主演） - アルサロ（キャバレー）の客[76]
- 千夜一夜物語（1969年、日本ヘラルド映画） - 女奴隷市場の野次馬（声の出演）[76]
- 日本沈没（1973年、東宝） - 海底開発興業社員[76][78]
- 連続アクチュアルドラマ・部長刑事 もうひとつの動機（第1100回、1979年11月24日放送） - 鑑識課員[76]
- スターヴァージン（1988年） - 主人公の父親[76]
- ハイ!土曜日です（関西テレビ）※桂米朝とのトーク番組・コーナーレギュラー出演 ほか
- 0スタジオ おんなのテレビ（TBS）※木曜日の司会

### オーディオ・ドラマ
- 宇宙に逝く（1978年）
  - LPレコードに収録の書き下ろしのオーディオ・ドラマ （ディスコラマの名称）。出演：日下武史ほか。
  - 1987年に「ビクター・サウンドノベルズ」よりカセットテープにて出版される。

### 関連出版
- 小松左京「小松左京の猫理想郷(ネコトピア)」 竹書房 2016年10月
- 乙部順子「小松左京さんと日本沈没 秘書物語」 産経新聞出版 2016年11月 ※著者は1977年から小松が亡くなるまで秘書を務めた[79]。
- 宮崎哲弥「いまこそ「小松左京」を読み直す」 NHK出版新書 2020年7月 ※元版は「100分de名著」放送テキスト
- 『現代思想 総特集=小松左京―生誕九〇年／没後一〇年』 青土社 2021年10月臨時増刊号

## 関連人物
- 星新一 - 小松と同時期に活躍し、交友もあったSF作家。小松は星が死去した際の葬儀委員長をつとめた。
- 筒井康隆 - 星、小松とならび日本SFの御三家とされるSF作家。小松は筒井の結婚の仲人である。小松の許可を得て、パロディ作『日本以外全部沈没』を著作（原案は星新一[80]）。
- 高橋和巳 - 1971年の、39歳での高橋の早逝にショックを受け、以後、小松は高橋について語ることを避けてきた。2004年の『小松左京マガジン』第17巻で「高橋和巳を語る」というインタビューが掲載された。（『小松左京自伝』に収録）
- 開高健 - 『日本アパッチ族』と開高の『日本三文オペラ』は題材は同じ「アパッチ族」だが、相互に影響なく、同時並行的に執筆された。そのことがきっかけで、富士正晴に紹介されて開高とあって意気投合し、親友となった[81]。開高と小松の親友関係は、はたからは分からない面があったようで、のちに筒井康隆が開高を、「彼はSFがわかっていない。小松に対して失礼だ。」と批判した。だが、『小松左京自伝』の『果しなき流れの果に』の自作解説で、「美の体系が生き残る理由」「宇宙における人間存在の根拠」等という、小松がこだわっている問題を、開高がもっとも理解してくれたと、語っている。
- 桂米朝 - 「地獄八景亡者戯」を聞いて大ファンとなり、のちに一緒に仕事をするようになり、家族ぐるみの交際となった[82]。
- 桂枝雀 - 個人的な交流があり、また芸道小説「天神山縁糸苧環」で、米朝・枝雀師弟を登場人物のモデルとした[83]。
- 高田宏 - 大学時代からの友人。高田が編集していたエッソ石油のPR誌『エナジー』に、小松はたびたび執筆した。
- 梅棹忠夫 - 長年の友人。『文明の生態史観』（中公叢書、1967年）に序文を書いている。
- 加藤秀俊 - 長年の友人。何冊か共著を出している。
- 川喜田二郎 - 長年の友人。共著も出している。
- 川添登 - 長年の友人。
- 山崎正和 - 長年の友人。
- 萩尾望都 - 『小松左京マガジン』の発起人。小松は萩尾の大ファンで「モトさま、モトさま」と子どものように慕っていた。仕事で疲れてソファーに寝転んで漫画を読む際にも、その横にはよく萩尾作品（『ポーの一族』『スター・レッド』『百億の昼と千億の夜』など）が積まれていた[84]。
- 石毛直道 - 長年の友人。『小松左京マガジン』創設同人でもある。
- 小山修三 - 友人の一人。
- 荻昌弘 - 友人の一人。
- 手塚治虫 - 日本SF作家クラブの会員となり、個人的な交際があった。
- 冨田勲 - トミタ立体サウンド・ライブ『エレクトロ・オペラ in 武道館』(1979年）を小松がプロデュースするなどで交流があった。
- 落合正幸 - 世にも奇妙な物語で原作となっている作品はすべて落合が演出している。
- 松本零士 - 漫画コレクターとして『幻の小松左京=モリ・ミノル漫画全集』復刻のため自分のコレクションを提供した。
- 高島忠夫 - 中学の同級生。
- 国弘正雄 - 中学の同級生。
- 矢崎泰久 - 小松は『話の特集』の反体制的な姿勢に共鳴し、創刊以来の常連寄稿者で、矢崎に筒井康隆を紹介した。また、スポンサー獲得にも協力した[85]。
- 大島渚 - 同時期の京大生で、学生自治会にいて学生運動をやっていた。大島は、1951年の京大天皇事件、1953年に松浦玲が放校処分になった「荒神橋事件」等に関わった。だが大島は非共産党員であったため、共産党員だった小松とは直接の接触はなかったようだ。（『自伝』にも、これらの事件については、特に記載なし。）
- 谷甲州
- 林信夫 - イベントプロデューサー。「プレイガイドジャーナル」の創刊者の一人。小松とは「花博」などで「小松組」として共同作業を行った[86]。
- とり・みき - 熱心なファン。初期作品『コマケンハレーション』のコマケンとは小松左京研究会のこと。時折作品中にも、小松左京とおぼしき人物が登場する。
- 小松照昌 - 小松の甥。放送作家、演芸ライター、三弦奏者。桂枝雀に弟子入りを志願するもかなわず、「枝雀落語大全」のスタッフをつとめた。
- 小松伸也 - 実弟。関西大学化学生命工学部の教授。
- 戴峰 - 友人の地震研究者、著書『大地震は予知できる』 (グリーンアロー出版社刊)に推薦の言葉を寄せた。

## 小松左京を演じた人物
- フランキー堺 - TBSの1970年の「日曜劇場」の一作である「にっぽんのパパ」（脚本：岩間芳樹）において、小松一家をモデルとした家族が、北海道の開拓地に移住する話であった。
- 竹山隆範（カンニング竹山） - テレビドラマ「TAROの塔」で小松左京役を演じた。
- 六角精児 - 2016年10月2日放送のNHK『BS1スペシャル メガプロジェクト 開拓者たちの決断「太陽の塔のメッセージ」』において、小松左京を演じた[87][88]。